# 1956年のラジオ (日本)
1956年のラジオ (日本)では、1956年の日本のラジオ番組、その他ラジオ界の動向について記す。

## 主なその他ラジオ関連の出来事
- 3月3日 - NHK東京放送局の初代局舎跡建物内にNHK放送博物館が開館[1]。

## 開局
- 4月1日 - ラジオ山口（現：山口放送）

## 商号変更
- 2月14日 - 日本文化放送協会→文化放送
- 10月1日 - 岐阜放送→ラジオ東海
- 10月1日 - ラジオ香川→西日本放送

## 特別番組

### 11月放送
- 23日 - 立体（ステレオ）放送 「立体放送のための『日本組曲』」（芸術祭参加作品）（NHKラジオ第1・第2）[2][3]

## 開始番組

### 1956年1月放送開始
NHKラジオ第1放送
- 4日 - 新諸国物語「七つの誓い」

ニッポン放送
- 16日 - ラジオ朝刊

日本短波放送
- 15日 - ロシア語講座

### 1956年4月放送開始
NHKラジオ第1放送
- 2日 - ラジオ家庭欄[4]
- 6日 - 花の星座[4]
- 7日 - NHK特派員報告[4]

NHKラジオ第2放送
- 1日
  - 明るい学校
  - 今日の原子力
- 2日
  - NHK相談室[4]
  - 自然とともに[4]
- 4日 - 明るい学校[4]

ニッポン放送
- 16日 - 少年探偵団

### 1956年6月放送開始
ラジオ東京
- 1日 - 気象現況

### 1956年7月放送開始
NHKラジオ第2放送
- 16日 - 特別教養番組[4]

### 1956年10月放送開始
日本短波放送
- 27日 - 中央競馬実況中継

### 1956年11月放送開始
NHKラジオ第1放送
- 10日
  - 自然とともに
  - 土曜の夜のおくりもの[5]

## 終了番組

### 1956年10月放送終了
朝日放送
- 20日 - 新・漫才学校 ※5月に『漫才学校』より改題